# Lorenzo Ricci

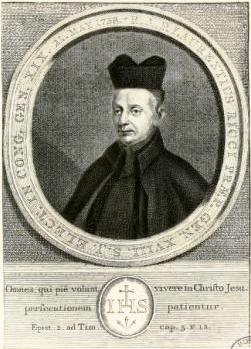
Lorenzo Ricci

Lorenzo Ricci SJ (* 2. August 1703 in Florenz; † 24. November 1775 im Castel Sant’Angelo, Rom) war der 18. General der Societas Jesu.

## Leben
Lorenzo Ricci stammt aus einer der ältesten und vornehmsten Familien der Toskana. Nach dem erfolgreichen Besuch des Jesuitengymnasiums in Prato trat Ricci am 16. November 1718 mit 15 Jahren in die Societas Jesu ein. Er studierte am Collegio Sant’Andrea und wurde nach dem Ende seines Studiums als Dozent an das Ordenskolleg in Siena berufen. Dort lehrte er in den Jahren von 1725 bis 1731 die Fächer Rhetorik und Philosophie.
Anschließend konnte er seine eigenen Studien wieder aufnehmen, und zwar in Rom. Sein Studium endete am 15. August 1736, dem Tag, an dem er auch sein Ordensgelübde ablegte. Er blieb bis 1741 als Dozent in Rom. 1743 wurde Ricci zum Professor für Theologie an die Päpstliche Universität Gregoriana berufen. 1751 wechselte Ricci als Spiritual an das Collegio Romano. 1755 berief ihn der 17. General des Ordens, Aloisius Centurioni, zum Ordenssekretär. Als Centurioni am 2. Oktober desselben Jahres starb, wählte die 19. Generalversammlung des Ordens Lorenzo Ricci am 21. Mai 1758 zum 18. General der Societas Jesu.
Ricci versuchte, den von Krisen heimgesuchten Orden zu schützen, indem er den Orden noch enger an Papst Clemens XIII. band. Dieser, ein großer Förderer und Gönner des Ordens, bestätigte mit der Bulle Apostolicum pascendi vom 7. April 1765 ausdrücklich die Existenzberechtigung der Societas Jesu.
Sein Nachfolger, Papst Clemens XIV. sah dies grundlegend anders und verfügte mit seiner Bulle Dominus ac redemptor am 21. Juli 1773 die Aufhebung des Ordens. Am 16. August 1773 wurde das Mutterhaus des Ordens beschlagnahmt und ihr General Lorenzo Ricci verhaftet. Am 23. September 1773 wurde Ricci in der Engelsburg eingesperrt.
Im Alter von 72 Jahren starb Lorenzo Ricci am 24. November 1775 in den Verliesen der Engelsburg.